# Marco Kutscher
Marco Kutscher (n. 2 mai 1975, Norden, Republica Federală Germania, Germania) este un sportiv german, medaliat olimpic. A participat la 2 ediții ale Jocurilor Olimpice (2004, 2008) în care a câștigat două medalii de bronz.